# Боротьба триває (фільм, 1938)
Про однойменний фільм див. Боротьба триває (фільм, 1931)
«Боротьба триває» (рос. «Борьба продолжается», інша назва: «Троянський кінь») — радянський художній фільм 1938 року, знятий режисером Василем Журавльовим на кіностудії «Союздитфільм».

## Сюжет
За п'єсою Фрідріха Вольфа «Троянський кінь». Про боротьбу німецьких комуністів і робітників проти фашизму в Німеччині.

## У ролях
- Олександр Зражевський — дядечко Мерц, старий німецький робітник
- Петро Соболевський — Карл Мерц, німецький комсомолець
- Костянтин Градополов — Пауль, старший син Мерца
- Анна Комолова — Неллі, дочка Мерца
- Володимир Чернявський — батько Вулле
- Марія Жвірбліс — мати
- Галина Пашкова — Гільда Вулле
- Ерік Алексєєв — Рижик
- Лев Фенін — Руквіт, директор заводу
- Йосип Толчанов — слідчий
- Михайло Гродський — лейтенант
- Сергій Ценін — професор
- Павло Массальський — кореспондент
- Борис Толмазов — Макс, штурмовик
- В. Курбатов — Едуард, штурмовик
- Едуард Гун — Гаррі
- Петро Савін — Ганс, комсомолець
- Володимир Шишкін — Алекс
- З. Скорук — Ані, комсомолка
- Петро Леонтьєв — дядечко Фріц
- Євген Агєєв — командир
- Олександр Бахметьєв — буфетник
- Микола Трофімов — Куколка
- Наталія Садовська — Цілліхен
- Тетяна Токарська — селянка
- Сергій Цейц — епізод

## Знімальна група
- Режисер — Василь Журавльов
- Сценаристи — Фрідріх Вольф, Олександр Розумний, Бернхардт Райх
- Оператор — Юлій Фогельман
- Композитор — Тихон Хрєнников
- Художники — Сергій Козловський, Артур Бергер